# Istana Nurul Iman
Palatul Istana Nurul Iman este reședința oficială a sultanului din Brunei, Hassanal Bolkiah, și sediul guvernului Brunei. Palatul este situat pe malul râului Brunei, la câțiva kilometri de Bandar Seri Begawan, capitala Bruneiului. Acesta este cel mai mare palat ocupat din lume.

## Construirea palatului
Palatul a fost construit între anii 1982-1986, iar prețul acestuia este estimat la 350 milioane $. Sultanul a solicitat arhitectului filipinez Leandro V. Locsin prezentarea unui proiect în decurs de 2 săptămâni. El a creat(fără să fi văzut vreodată locul de amplasare a construcției sau fără să se fi întâlnit vreodată cu sultanul) două proiecte: unul ultramodern și unul cu câteva motive islamice. Sultanul a ales cel de-al doilea proiect, chiar dacă arhitectul îl prefera pe primul. Până la finalizarea proiectului, Locsin a făcut tot mai multe modificări pe gustul său.
Deoarece întreaga clădire a fost construită în mare grabă, nici arhitectul, nici constructorul sau designerul interiorului nu au reușit să descopere vreodată care sunt gusturile sultanului.
Nefiind pe deplin mulțumit, sultanul s-a hotărât să construiască un alt palat în Brunei, pentru cea de-a doua soție a lui, regina Mariam, o fostă stewardesă. Palatul Istana Nurulizza este o clădire mai mică, dar care a costat totuși 120 milioane $. În acest palat își avea prințul Azim apartamentul.

## Alcătuirea palatului
Palatul este o frumusețe inimaginabilă. Are peste 1000 de incăperi și săli, dintre care 3 sunt mai deosebite.
In sala tronului există 4 tronuri, 2 fiind destinate cuplurilor regale ce merg în vizită. In spatele tronurilor se află o arcadă islamică, inaltă de 18 metri, cu alte 2 arcade în interior, toate placate cu aur de 22 de carate.
In sala de banchete pot sta 5000 de persoane. Este împodobită cu arcade și candelabre placate cu aur. Pardoseala de marmură are motive geometrice de culoare neagră.
Sala de consiliu privată este pardosită cu onix marocan care se spune că provine din ultimul bloc de astfel de marmură din lume.

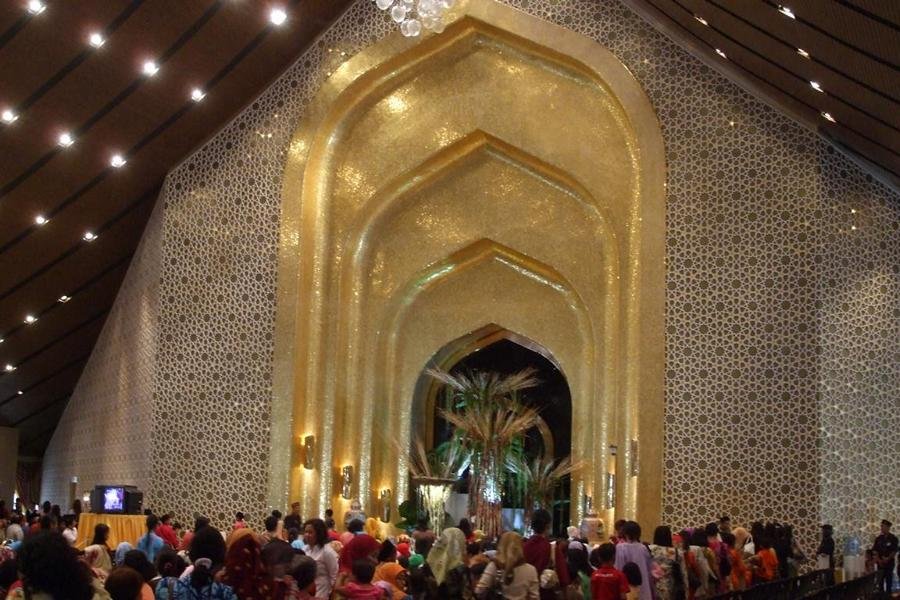
In sala de banchete pot sta 5000 de persoane

Clădirea are o suprafață totală de 100.000 m2 și o parcare subterană în care încap 800 de mașini. Sultanului îi plac foarte mult mașinile. Are cel puțin 110 exemplare, iar atunci când îi place foarte mult un model, cumpără trei mașini, pentru a varia culoarea.
In interior se poate urca cu 18 ascensoare. Apartamentul fiecărui membru din familia regală este atât de spațios, cât o casă uriașă. Aceste apartamente ocupă 900 de camere. Palatul e luminat de 51.490 de becuri și 564 de candelabre.
Pentru a ajunge la palat se parcurge o alee lungă, care înconjoară clădirea înainte de a intra în palat. Alături de intrare, apa cade peste scările uriașe de granit sub formă de cascadă. Porțile din lemn sculptat sunt înalte de 5 metri.Permanent 2 soldați păzesc la aceste porți. In mijlocul apei, ce se află în preajma palatului, există o insula pe care cântă o mică orchestră. Accesul pe insulă se face printr-un pasaj subteran.

## Comparații cu alte palate
- Istana Nurul Iman: 200.000 m2
- Palatul Parlamentului: 343.741 m2
- Palatul Imperial Chinezesc: 150.001 m2
- Palatul Regal din Madrid: 134.999 m2
- Palatul Buckingham: 77.000 m2
- Palatul de la Versailles: 67.002 m2
- Palatul Regal din Stockholm: 61.210 m2
- Palatul Luvru: 60.600 m2
- Castelul Windsor: 45.000 m2
- Palatul de iarnă din Sankt Petersburg: 23.226 m2
- Rashtrapati Bhavan, India: 18.581 m2
- Palais des Papes: 15.004 m2